# 2019年印度尼西亞示威
- 關於2019年5月印度尼西亞反對派支持者抗議總統選舉結果的示威，請見「2019年雅加達示威及騷亂」。
- 關於2019年8月起西巴布亞地區的抗議活動，請見「2019年巴布亞抗議活動」。

2019年印度尼西亞示威是2019年9月23日至10月期間，印度尼西亚20多個城市的大學生抗議人民代表會議（國會）審議多項爭議法案的示威活動，以及由此演變而成的騷亂。示威者主要包括印尼各地的大學生，和政治團體聯繫不大，他們反對的法律包括削弱肅貪委員會的《2002年第30號法令》修正案，以及把婚前性行為、侮辱總統等行為列為刑事罪行的新《刑法》。之後，他們還提出等另外6項訴求。有稱這次由互聯網社群發起的示威是1998年新秩序時期結束以來，印尼規模最大的學生運動。
在包括雅加达，万隆和巴东在内的几个城市，示威者与國家警察发生冲突，导致防暴警察发射催泪瓦斯和水枪。 在首都雅加达，有三名抗议者在雅加达死亡，至少有254名学生和39名警察受伤或在医院接受治疗。在南苏拉威西省的肯达里 ，两名学生死亡，据称其中一名学生在暴力冲突中被枪杀。

## 備註
1. ↑  1人在交通意外中死亡。